# Bailén
Bailén ou Baylen, est une commune de la province de Jaén (Espagne), et située sur la nationale A4.
L'agglomération de Bailén bénéficie d'une grande activité industrielle, notamment de la céramique, de l'exportation de vin et d'huile, et dispose d'infrastructures adaptées au tourisme.
L'église, monument historique, paroisse de Nuestra Señora de la Encarnación, fut construite au XVe siècle, de style gothique, et constitue un des plus beaux joyaux de la ville.

## À voir
- L'ermitage Nuestra Señora de la Soledad du XVe siècle, de style gothique.
- L'ermitage de Jesús y de El Cristo, de style baroque du XVIIIe siècle.
- La vierge de Zocueca, érigée entre le XVII et le XVIIIe siècle.

## Histoire
La ville est connue pour la bataille de Bailén, qui marque la première vulnérabilité des armées napoléoniennes. À son issue, le 19 juillet 1808, l'armée de Joachim Murat commandée par le général Pierre Dupont de l'Étang fut battue par celle commandée par le général espagnol Francisco Castaños. Ce dernier est alors élevé au rang de duc de Baylen. 20 000 soldats français furent capturés ; le général Dupont fut obligé de signer le 23 juillet 1808 la capitulation de Bailén. À son arrivée en France, le général Dupont fut arrêté et condamné pour trahison et abandon des intérêts militaires.
En 2008 la ville a célébré le bicentenaire de la bataille de Bailén.